# Динамометаморфизм
Динамометаморфи́зм (др.-греч. dynamis — сила и др.-греч. metam-orphosis — превращение) — преобразование горных пород под воздействием тектонических движений, происходящее с разрушением, раздроблением и истиранием породообразующих минералов, но без существенной перекристаллизации. Является механическим метаморфизмом, развивающийся в процессе горообразования, однако не вносящий существенных изменений в состав горных пород.
Динамометаморфизм преимущественно проявляется в верхней зоне земной коры, где существенную роль играет вода. Наиболее распространенным типом пород динамометаморфизма в складчатых горных сооружениях являются глинистые сланцы.
Динамометаморфизм способен привести к возникновению кливажа.

## Разновидности динамометаморфизма
Выделяют динамометаморфизм пластический, при котором изменения в породе (перекристаллизация) происходят без раздробления минеральных компонентов, и катакластический, который вызывает раздробление горных пород и минералов, их составляющих.